# Jimmy Vienot
Jimmy Vienot (Montreuil, Francia; 9 de junio de 1995) es un peleador de Muay Thai y kickboxer francés que actualmente compite en la categoría de peso pluma de ONE Championship. Vienot es el actual Campeón Mundial de Peso Mediano de SUPERKOMBAT. Ha sido Campeón del Lumpinee Stadium y de Arena Fight. Desde el 27 de octubre de 2022, está en la posición #3 del ranking de Muay Thai de Peso Pluma de ONE.

## Carrera de Muay Thai y Kickboxing

### Muay Thai
En abril de 2019, Vienot se convirtió en el cuarto peleador no-tailandés en ganar el título de Lumpinee Stadium, derrotando a Talaytong Sor.Thanaphet por decisión. Luego de esa victoria, Vienot logró su mayor triungo en kickboxing un mes después, derrotando a Vedat Hoduk por el título inaugural de Arena Fight.
En agosto de 2019, Vienot ganó el Campeonato Mundial de IFMA y recibió el premio de "Mejor atleta".
Vienot enrentó a Yodwicha Banchamek por Campeonato de Peso Mediano Vacante de WMC en Empire Fight: Vikings Edition el 2 de octubre de 2021. Ganó la pelea por decisión.

### SUPERKOMBAT
En 2021, Vienot firmó con Superkombat Fighting Championship. Hizo su debut en la promoción en Superkombat Universe el 1 de noviembre de 2021, contra Arman Ambaryan por el título mundial de peso mediano. Ganó la pelea por decisión unánime.

### ONE Championship
Vienot hizo su debut en ONE Championship en ONE 157, el 20 de mayo de 2022, donde enfrentó a Petchmorakot Petchyindee Academy por el Campeonato Mundial de Muay Thai de Peso Pluma de ONE. Perdió la pelea por decisión dividida.
Vienot enfrentó a Niclas Larsen en ONE 162 el 21 de octubre de 2022. Ganó la pelea por decisión unánime.

## Carrera de artes marciales mixtas
Vienot hizo su debut en artes marciales mixtas el 3 de septiembre de 2021, en UAE Warriors 22 contra Daniel Donchenko. Ganó la pelea por decisión unánime.

### ARES Fightings Championship
El 1 de marzo de 2023, se anunció que Vienot había firmado con ARES Fighting Championship y haría su debut en la promoción el 11 de mayo de 2023.

## Campeonatos y logros
Amateur
- World Muaythai Federation
  - Campeón Europe de -67 kg Júnior de WMF de 2012[15]

- International Federation of Muaythai Associations
  - Campeonatos Europeos de -71 kg Júnior de IFMA de 2013 [16]
  - Campeonatos Europeos de -75 kg IFMA de 2018 [17]
  - Mejor Atleta del Campeonato Europeo de la IFMA de 2018
  - Campeonatos Mundiales de -75 kg de IFMA de 2019 [18]
  - Mejor Atleta del Campeonato Mundial de IFMA de 2019[19]
  - Campeonatos Europeos de -75 kg de IFMA de 2019 [20]
  - Campeonatos Mundiales de -71 kg de IFMA de 2021 [21]

Profesional
- Campeón de Muay Thai de Francia de 2014
- World Professional Muaythai Federation
  - Campeón Mundia de -72.5 kg de WPMF de 2016[22]

- World Boxing Council Muay Thai
  - Campeón Mundial de -72.5 kg de WBC de 2017[23]

- World Muay Thai Council
  - Campeón Mundial de -160 lbs de WMC de 2018[24]
  - Campeón Mundial de -154 lbs de WMC de 2021

- Lumpinee Stadium
  - Campeón de 160 lbs de Lumpinee Stadium de 2019[25]

- Arena Fight
  - Campeón de -75 kg de K-1 de Arena Fight de 2019[26]

- Superkombat Fighting Championship
  - Campeón Mundial de -70 kg de Superkombat de 2021